# Morze Wschodniochińskie
Morze Wschodniochińskie (chiń. 东海 Dōng Hǎi, jap. 東シナ海 (東支那海) Higashi-Shina-kai, kor. 동중국해 Dong Jungguk Hae) – morze w zachodniej części Oceanu Spokojnego, na południe od Morza Żółtego.

## Granice
Morze oblewa od strony zachodniej wschodnie wybrzeża Chin, a od wschodu i południa odgranicza wyspy Riukiu, należące do Japonii. W jego południowej części leży wyspa Tajwan, a z Morzem Południowochińskim łączy je Cieśnina Tajwańska.

## Charakterystyka

### Cechy przyrodnicze
Około 3/4 powierzchni morza ma mniej niż 200 m głębokości. Średnia głębokość wynosi 309 m. Maksymalna głębokość morza, w niecce Okinawy przy wybrzeżach Riukiu, wynosi 2716 metrów.

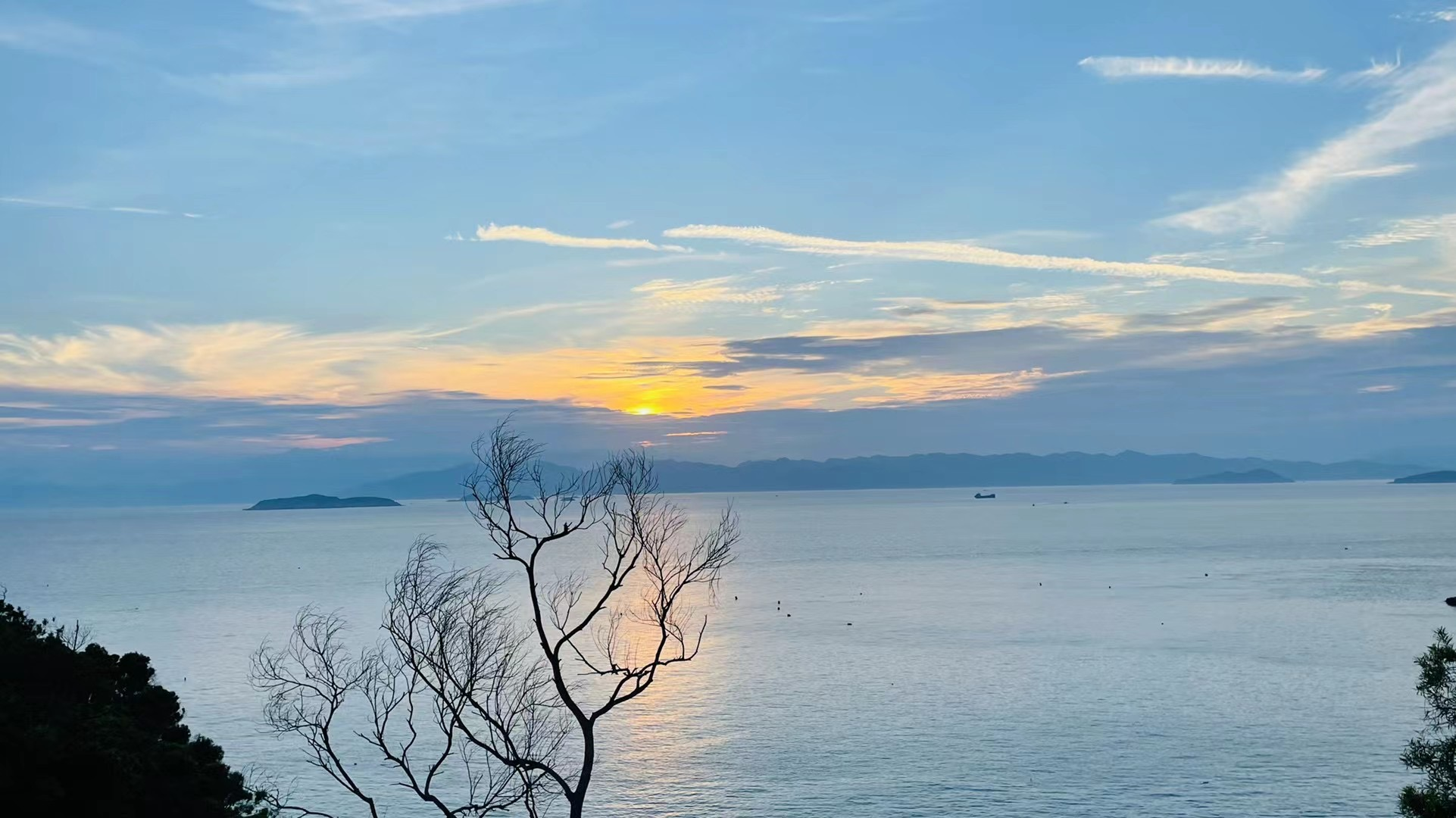
Morze Wschodniochińskie, widok z Xiyang Island

Region znajduje się w strefie klimatu monsunowego. Temperatura wód powierzchniowych: zimą od 5 °C na pn-zach do 20 °C na pd-wsch, w lecie odpowiednio od 23 °C do 30 °C. Pływy morskie na wybrzeżach Riukiu wynoszą ok. 1,5 m, przy Kiusiu wynoszą ok. 2,5 m, przy wybrzeżu Chin i Tajwanu wynoszą ponad 5,5 m, do 11 m w zatoce Hangzhou. Największą rzeką wpadającą do Morza Wschodniochińskiego jest Jangcy. Inne ważne rzeki to Qiantang Jiang, Min Jiang.

### Porty leżące na wybrzeżach
- Szanghaj
- Hangzhou
- Shaoxing
- Ningbo
- Wenzhou
- Fuzhou
- Nankin
- Nagasaki
- Naha
- Keelung
- Suzhou